# Vinnie the Dreamer
Vinnie the Dreamer, ibland kallad endast Vinnie, född 2012 i Florida i USA, är en amerikansk miniatyrhäst som är språkrör och maskot för ATG sedan 2014. Vinnie sköts om av Anna Engström, och bor sedan 2019 på hennes gård i Eskilstuna. Han bodde tidigare hos Stig H. Johansson på hans gård Stora Alby. Det sägs skämtsamt att han är född i den fiktiva orten Vinnåker i Småland, något som anspelar på att vinna, samt att han är småväxt.

## Förebilder
Rollfiguren Vinnie använder sig ofta av talesättet Ingen dröm är för stor, och är fast besluten att bli världens bästa travhäst, trots att han är liten. Hans största idol är travhästen Victory Tilly, som står i en hage nära honom, och som han även blivit kompis med.

## I media
Vinnie har blivit populär, mycket tack vare humoristiska reklamfilmer, där han och hans vän Ravi spelar huvudrollerna. Reklamfilmerna regisseras av Felix Herngren.
Det händer att Vinnie besöker diverse travbanor, oftast i samband med V75-tävlingar.